# Championnats du monde de ski nordique 1989
Championnats du monde de ski nordique. L'édition 1989 s'est déroulée à Lahti (Finlande) du 17 février au 26 février.

## Palmarès

### Ski de fond

#### Hommes
| Épreuve                                     | Or                                                          | Argent                                                             | Bronze                                                                   |
| 22 février : Ski de fond 15 km classique H  | Harri Kirvesniemi Finlande                                  | Pål Gunnar Mikkelsplass Norvège                                    | Vegard Ulvang Norvège                                                    |
| 20 février : Ski de fond 15 km libre H      | Gunde Svan Suède                                            | Torgny Mogren Suède                                                | Lars Håland Suède                                                        |
| 18 février : Ski de fond 30 km classique H  | Vladimir Smirnov Union soviétique                           | Vegard Ulvang Norvège                                              | Christer Majbäck Suède                                                   |
| 26 février : Ski de fond 50 km libre H      | Gunde Svan Suède                                            | Torgny Mogren Suède                                                | Alexei Prokourorov Union soviétique                                      |
| 24 février : Ski de fond relais 4 × 10 km H | Suède Christer Majbäck Gunde Svan Lars Håland Torgny Mogren | Finlande Aki Karvonen Harri Kirvesniemi Kari Ristanen Jari Räsänen | Tchécoslovaquie Ladislav Švanda Martin Petrášek Radim Nyč Václav Korunka |

#### Femmes
| Épreuve                                    | Or                                                                               | Argent                                                                             | Bronze                                                                |
| 19 février : Ski de fond 10 km libre F     | Elena Välbe Union soviétique                                                     | Marjo Matikainen Finlande                                                          | Tamara Tichonova Union soviétique                                     |
| 17 février : Ski de fond 10 km classique F | Marja-Liisa Kirvesniemi Finlande                                                 | Pirkko Määttä Finlande                                                             | Marjo Matikainen Finlande                                             |
| 21 février : Ski de fond 15 km classique F | Marjo Matikainen Finlande                                                        | Marja-Liisa Kirvesniemi Finlande                                                   | Pirkko Määttä Finlande                                                |
| 25 février : Ski de fond 30 km libre F     | Elena Välbe                                                                      | Larisa Lazutina                                                                    | Marjo Matikainen                                                      |
| 24 février : Ski de fond relais 4 × 5 km F | Finlande Pirkko Määttä Marja-Liisa Kirvesniemi Jaana Savolainen Marjo Matikainen | Union soviétique Julija Schamschurina Raisa Smetanina Tamara Tichonova Elena Välbe | Norvège Inger-Helene Nybråten Anne Jahren Nina Skeime Marianne Dahlmo |

### Combiné nordique
| Épreuve                                      | Or                                                              | Argent                                               | Bronze                                                               |
| 18/19 février : Combiné nordique K90 / 15 km | Trond Einar Elden                                               | Andreï Doundoukov                                    | Trond-Arne Bredesen                                                  |
| 23/24 février : Combiné nordique par équipe  | Norvège Trond Einar Elden Trond-Arne Bredesen Bård Jørgen Elden | Suisse Andreas Schaad Hippolyt Kempf Fredy Glanzmann | Allemagne de l'Est Ralph Leonhardt Bernd Blechschmidt Thomas Abratis |

### Saut à ski
| Épreuve                            | Or                                                                      | Argent                                                                         | Bronze                                                                |
| 26 février : Saut à ski K 90       | Jens Weißflog Allemagne de l'Est                                        | Ari-Pekka Nikkola Finlande                                                     | Heinz Kuttin Autriche                                                 |
| 20 février : Saut à ski K 120      | Jari Puikkonen Finlande                                                 | Jens Weißflog Allemagne de l'Est                                               | Matti Nykänen Finlande                                                |
| 22 février : Saut à ski par équipe | Finlande Ari-Pekka Nikkola Jari Puikkonen Matti Nykänen Risto Laakkonen | Norvège Magne Johansen Clas Brede Bråthen Ole Gunnar Fidjestøl Jon Inge Kjørum | Tchécoslovaquie Jiří Parma Martin Švagerko Ladislav Dluhoš Pavel Ploc |

## Résultats

### K90
| Place | Nation             | Athlète           |
| ----- | ------------------ | ----------------- |
| 1er   | Allemagne de l'Est | Jens Weißflog     |
| 2e    | Finlande           | Ari-Pekka Nikkola |
| 3e    | Autriche           | Heinz Kuttin      |
| 4e    | Finlande           | Matti Nykänen     |
| 5e    | Norvège            | Jon Inge Kjørum   |
| 6e    | Yougoslavie        | Matjaž Debelak    |

### K120
| Place | Nation             | Athlète           |
| ----- | ------------------ | ----------------- |
| 1er   | Finlande           | Jari Puikkonen    |
| 2e    | Allemagne de l'Est | Jens Weißflog     |
| 3e    | Finlande           | Matti Nykänen     |
| 4e    | Finlande           | Ari-Pekka Nikkola |
| 5e    | Union soviétique   | Andrej Verveikin  |
| 6e    | Autriche           | Franz Neuländtner |

## Récapitulatif des médailles par pays
| Rang | Nations            | Médaille d'or | Médaille d'argent | Médaille de bronze | Total |
| ---- | ------------------ | ------------- | ----------------- | ------------------ | ----- |
| 1    | Finlande           | 6             | 5                 | 4                  | 15    |
| 2    | Union soviétique   | 3             | 3                 | 2                  | 8     |
| 3    | Suède              | 3             | 2                 | 2                  | 7     |
| 4    | Norvège            | 2             | 3                 | 3                  | 8     |
| 5    | Allemagne de l'Est | 1             | 1                 | 1                  | 3     |
| 6    | Suisse             | -             | 1                 | -                  | 1     |
| 7    | Tchécoslovaquie    | -             | -                 | 2                  | 2     |
| 8    | Autriche           | -             | -                 | 1                  | 1     |